# Pierre Jeanpierre
Pour les articles homonymes, voir Jeanpierre.
Pierre Jeanpierre, né le 14 mars 1912 à Belfort (Arrondissement subsistant du Haut-Rhin) et mort au combat le 29 mai 1958 en Algérie, est un officier militaire supérieur français de la Légion étrangère.

## Biographie
Fils d'un capitaine de la Première Guerre mondiale mort en 1916, Pierre Paul Jeanpierre souhaite rapidement devenir également militaire.
Engagé en décembre 1930 au 131e régiment d'infanterie comme homme du rang, il prépare et réussit le concours d'officier et est nommé sous-lieutenant en 1936 au 1er régiment étranger (Légion étrangère), puis lieutenant en octobre 1938. En 1939, il est au Levant avec le 6e régiment étranger d'infanterie.
Après la campagne de Syrie-Liban, il refuse de rejoindre les rangs des FFL et retourne dans les rangs de la Légion étrangère à Marseille. De là, il gagne la Résistance (réseau Vengeance du mouvement « Ceux de la Libération ») sous le nom de Jardin, lors de l'invasion de la zone libre en novembre 1942. En 1944, il est arrêté et interné au camp de Mauthausen. Souffrant d'une pleurésie, affaibli et amaigri, il est libéré par les Alliés en mai 1945.

### Indochine
À la fin de la guerre, il se porte volontaire pour servir au sein des unités parachutistes de la Légion. Le chef de bataillon Pierre Segrétain, formant en Algérie le 1er bataillon étranger de parachutistes, se souvient d'un officier qu'il a connu au Levant, le capitaine Jeanpierre, et lui demande d'être son adjoint. Sous les ordres de Segrétain, le BEP et Jeanpierre rejoignent l'Indochine en 1948. En 1950, lors de l’évacuation de Cao Bằng par la RC4, sous les ordres du colonel Lepage, le 1er BEP saute sur That Khé le 17 septembre 1950 pour renforcer la colonne Charton, partie de Lạng Sơn. Les légionnaires sont poursuivis par 30 000 soldats du général Giap. Les rares survivants de la nuit de fusillade à Coc-Xa retrouvent ceux de la colonne Charton. Alors que le commandant Segrétain est grièvement blessé, que le bataillon est décimé, Jeanpierre décide de rejoindre That Khé. Il franchit les lignes d'embuscades vietminhs, emmenant une dizaine de légionnaires, avec des éléments du 3e Tabor marocain commandés par le sous-lieutenant Beucler, et fait partie du petit nombre de survivants.
Rapatrié en Algérie, il repart pour l’Indochine en 1954 après la chute du camp retranché de Điện Biên Phủ. Il prend alors le commandement du 1er BEP. Lorsque cette unité prend l'appellation de « régiment », il cède sa place au colonel Brothier, à qui il succédera en 1957, au retour de l'expédition de Suez.

### Algérie
Sous son commandement, le régiment livre la bataille d'Alger. Il est blessé par des éclats de grenade lancée par Yacef Saâdi, chef de la Zone autonome d'Alger, peu avant son arrestation. Il enchaîne les succès dans la bataille des Frontières face aux combattants de l'ALN. Dans l'après-midi du 29 mai 1958, dans la région de Guelma, alors que le 1er REP accroche une katiba de l'ALN sur les pentes du djebel Mermera, l’Alouette II depuis lequel il commande son régiment est abattue ; son indicatif radio étant « Soleil », le transmetteur annonce à la radio la nouvelle : « Soleil est mort ». Le régiment est frappé de stupeur. Le 31 mai, un suprême hommage lui est rendu à Guelma[réf. nécessaire] puis des obsèques religieuses sont célébrées en la cathédrale de Nevers. Le colonel Pierre-Paul Jeanpierre repose désormais au « carré Légion » du cimetière de Puyloubier.

## Postérité
Ce chef de guerre, vétéran de plusieurs conflits, était craint en raison de sa dureté et de son exigence au combat, faisant parfois passer le bilan des opérations avant la vie de ses légionnaires. Toutefois, il était admiré de ses hommes.[réf. nécessaire]Son portrait est exposé parmi ceux des plus prestigieux officiers de la Légion dans la salle honneur du musée de la Légion étrangère à Camp Major à Aubagne.
Dans l'annexe de son rapport sur la bataille des Frontières réservée à certains destinataires, le colonel Buchoud insiste sur

« le travail d'un commandant de GM assisté d'un seul capitaine et qui dans une même journée monte quatre opérations engageant chaque fois une dizaine de compagnies, assiste à trois briefings en des lieux différents, assure la direction de huit héliportages de compagnie, effectue 3 à 4 heures de vol en Alouette, déplace trois fois son PC »

Il cite

« ce commandant de compagnie qui est posé le 28 avril à 10 h en hélicoptère à 200 mètres des rebelles, leur démolit une section, ramène trois armes automatiques, se trouve engagé à 18 h, embarque en véhicules dans la nuit, fait quatre heures de route, se trouve à minuit à 20 km de là, est engagé au petit jour et démonté à 8 h. Est engagé à nouveau à midi après quatre heures de camion, repris enfin en hélicoptère à 15 h et posé à 20 km de là où il trouve le contact de deux compagnies rebelles…. »

L’écrivain André Maurois le décrit comme une personne « au cœur généreux et au caractère détestable, une assez bonne combinaison pour un chef ». Toutefois, Jeanpierre est également l'un de ceux qui ont institutionnalisé la torture pratiquée par les hommes de son régiment, l'assumant parfaitement face à la lutte contre le terrorisme nationaliste, et proposant à ceux qui s'y opposaient de quitter le régiment.

## Décorations
- Grand officier de la Légion d'honneur
- Croix de guerre 1939–1945 (3 palmes)
- Croix de guerre des Théâtres d'opérations extérieurs (7 citations)
- Croix de la Valeur militaire (4 palmes)
- Médaille de l'Aéronautique
- Médaille coloniale
- Médaille commémorative française de la guerre 1939–1945
- Médaille commémorative de la campagne d'Indochine
- Médaille commémorative des opérations de sécurité et de maintien de l'ordre

## Hommages
- La 146e promotion de l'École spéciale militaire interarmes de Saint-Cyr (1959-1961) porte son nom.
- Le stage 001 (1960) d'élève officier de réserve (EOR) de l'École militaire d'infanterie de Cherchell porte son nom.
- Une des corniche (classe préparatoire) de la Corniche Lyautey porte son nom.
- Une promotion d'élève officier de réserve d'infanterie de Coëtquidan (février-mai 1972) porte son nom.

## Odonymes
- Un square de Nice porte son nom, dans lequel a été érigée une plaque commémorative.
- Une avenue de Cagnes-sur-Mer et du Cannet porte son nom.
- Un rond-point d'Aix-en-Provence porte son nom[5].
- Une rue de Guelma en Algérie portait son nom.
- Une rue de Nevers porte son nom.
- Une rue de Belfort porte son nom[4].